# And Just Like That...
Sex and the City 2
And Just Like That… est une série télévisée américaine en 33 épisodes de 37 à 44 minutes, développée par Michael Patrick King et diffusée entre le 9 décembre 2021 et le 14 août 2025 sur le service HBO Max / Max.
Développée dans un premier temps pour être une mini-série, il s'agit d'une suite de la série télévisée Sex and the City de Darren Star, diffusée entre 1998 et 2004 sur HBO. Se déroulant plusieurs années après les événements du film Sex and the City 2, elle réunit certains acteurs de la série originale et de ses adaptations cinématographiques.
Au Canada et au Québec, elle a été diffusée en simultané sur Crave en version originale et sur Super Écran en version française. Elle a également été diffusée en clair à partir du 25 août 2022 sur Canal Vie. En France, elle a été diffusée entre le 10 décembre 2021 et le 14 août 2025 sur le service Salto pour la première saison, sur Prime Video via le Pass Warner pour la deuxième et sur Max pour la troisième. En Belgique, elle a été diffusée à partir du 28 mai 2022 sur Plug RTL et en Suisse sur RTS Un.

## Synopsis
And Just Like That… suit le quotidien de Carrie, Miranda et Charlotte désormais dans leur cinquantaine et qui doivent faire face à des événements tragiques et à de nouveaux défis dans leurs vies amoureuses, professionnelles ou familiales.

## Distribution

### Acteurs principaux
Note : Les acteurs ci-dessous sont crédités dans la distribution principale uniquement dans les épisodes où ils apparaissent.
- Sarah Jessica Parker (VF : Martine Irzenski) : Carrie Bradshaw-Preston
- Cynthia Nixon (VF : Marie-Frédérique Habert) : Miranda Hobbes
- Kristin Davis (VF : Élisabeth Fargeot) : Charlotte York-Goldenblatt
- Mario Cantone (VF : Boris Rehlinger) : Anthony Marentino-Blatch
- David Eigenberg (VF : Guillaume Lebon) : Steve Brady
- Evan Handler (VF : Pascal Germain) : Harry Goldenblatt
- Sarita Choudhury (VF : Sophie Riffont) : Seema Patel[note 2]
- Sara Ramírez (VF : Edwige Lemoine) : Che Diaz (saisons 1 et 2)[4]
- Willie Garson (VF : Georges Caudron) : Stanford Blatch-Marentino (saison 1)[note 3]
- Chris Noth (VF : Gabriel Le Doze) : M. Big / John James Preston (saison 1)[note 4]
- Cathy Ang (en) (VF : Lisa Caruso) : Lily Goldenblatt (saisons 2 et 3 - récurrente saison 1)
- Niall Cunningham (VF : Tom Trouffier) : Brady Hobbes (saisons 2 et 3 - récurrent saison 1)
- Chris Jackson (VF : Gilduin Tissier) : Herbert Wexley (saisons 2 et 3 - récurrent saison 1)
- Nicole Ari Parker (VF : Laëtitia Laburthe-Tolra) : Lisa Todd Wexley (saisons 2 et 3 - récurrente saison 1)
- Alexa Swinton (VF : Clara Soares) : Rose / Rock Goldenblatt (saisons 2 et 3 - récurrente saison 1)
- Karen Pittman (en) (VF : Virginie Emane) : Dr Nya Wallace (saison 2 - récurrente saison 1)
- John Corbett (VF : Jérôme Keen) : Aidan Shaw (saisons 2 et 3)[note 5]
- Dolly Wells (VF : Isabelle Ferron) (1re voix, saison 2) puis Catherine Davenier (2e voix, saison 3) : Joy (saison 3 - invitée saison 2)
- Sebastiano Pigazzi (VF : Alessandro Gazzara) : Giuseppe (saison 3 - récurrent saison 2)

### Acteurs récurrents
- Bobby Lee (en) (VF : Thierry Wermuth) : Jackie Nee
- LeRoy McClain : Andre Rashad Wallace (saisons 1 et 2)
- Cree Cicchino (VF : Diane Kristanek) : Luisa Torres (saison 1)
- Pat Bowie (VF : Claudine Grémy): Eunice Wexley
- Alexander Bello (VF : Luca Garzo): Henry Wexley
- Ellie Reine : Gabrielle Wexley
- Ivan Hernandez : Franklyn
- Katerina Tannenbaum (VF : Joséphine Ropion) : Lisette Alee
- William Abadie (en) : Zed (saisons 1 et 2)
- Patricia Black : Judy (saison 2)
- Armin Amiri : (VF : Axel Kiener) : Ravi Gordi (saison 2)
- Logan Marshall-Green (VF : Fred Colas) : Adam (saison 3)
- Mehcad Brooks (VF : Thierno Ba) : Marion Odin (saison 3)
- Jonathan Cake (VF : Guillaume Orsat) : Duncan (saison 3)

### Invités
- Frank Wood (VF : Michel Laroussi) : Norman
- Jonathan Groff : Dr Paul David
- Jon Tenney (VF : Sylvain Agaësse) : Peter
- Hari Nef (VF : Céline Ronté) : Jen, la rabbine
- Gary Dourdan : Toussaint
- Oliver Hudson : Lyle
- Corey Saucier (VF : Julien Mior) : Shane
- Tony Danza (VF : Serge Biavan) : lui-même
- Victor Garber : Mark Kasabian
- Gloria Steinem (VF : Blanche Ravalec) : elle-même
- Billy Dee Williams (VF : Rody Benghezala) : Lawrence Todd
- Peter Hermann : George Campbell
- Armando Riesco (en) (VF : Benjamin Gasquet) : Paul Bennett
- Julie White (VF : Marie-Martine) : Maddie Thomas
- Rachel Dratch (VF : Dorothée Gemma) :  : Kerry Moore
- Drew Barrymore (VF : Virginie Ledieu) : elle-même
- Miriam Shor (VF : Ivana Coppola) : Amelia Carcy
- John Glover (VF : Bernard Lanneau) : Elliot
- Rosemarie DeWitt (VF : Anne Rondeleux) : Kathy
- Ryan Serhant (en) (VF : Erwan Zamor) : lui-même
- Sam Smith (VF : Tom Boutry) : lui-même
- André De Shields (en) : Gene
- Kristen Schaal : Lois Fingerhood
- Nancy Shayne (VF : Zoé Bettan) : Jane (saison 3)
- Rosie O'Donnell : (VF : Céline Ronté) : Mary (saison 3)
- Cheri Oteri (VF : Nathalie Homs) : Sydney Cherkov (saison 3)
- John Glover (VF : Bernard Lanneau) : Elliot (saison 3)
- Tim Bagley (VF : Nicolas Dangoise) : Greg (saison 3)
- Quincy Tyler Bernstine (VF : Raqui Diop) : Grace (saison 3)
- Bonnie Milligan (VF : Christèle Billault) : Lela (saison 3)
- Ashlie Atkinson (VF : Isabelle Leprince) : Amanda (saison 3)
- Jenifer Lewis (VF : Maïk Darah) : Lucille (saison 3)
- Patti LuPone (VF : Ivana Coppola) : Gianna Amatto (saison 3)

### Invités deSex and the City
- Julie Halston (en) (VF : Clara Borras) : Bitsy von Muffling (saisons 1 et 2, 4 épisodes)
- Molly Price (VF : Marjorie Frantz) : Susan Sharon (saison 1, épisode 2)
- Brenda Vaccaro (VF : Michèle Bardollet) :  Gloria Marquette (saison 1, épisode 2)
- Bridget Moynahan (VF : Caroline Bourg) : Natasha Naginsky-Mills (saison 1, épisode 3)
- Candice Bergen : Enid Frick (saison 2, épisode 4)
- Kim Cattrall (VF : Micky Sébastian) : Samantha Jones (saison 2, épisode 11)

 Source et légende : version française (VF) sur RS Doublage et cartons du doublage français.

## Production

### Développement
Après la sortie du film Sex and the City 2 en 2010, le développement d'un troisième film est lancé. Néanmoins, en 2017, Sarah Jessica Parker annonce que le projet est annulé sans préciser la raison. Le refus de Kim Cattrall de reprendre le rôle de Samantha Jones est évoqué comme étant l'une des raisons ayant poussé la production à annuler le projet.
En décembre 2020, il est dévoilé que le service HBO Max développe une nouvelle série dans l'univers de Sex and the City qui serait basée sur une version retravaillée du script du troisième film annulé. Le mois suivant, le service confirme la commande d'une mini-série de dix épisodes.
En février 2021, Samantha Irby, Rachna Fruchbom, Keli Goff, Julie Rottenberg et Elisa Zuritsky rejoignent l'équipe de scénaristes de la série. Rottenberg et Zuritsky sont également annoncées comme productrices déléguées. Il est également confirmé que Patricia Field, la costumière de la série originale, ne participerait pas à cette suite.
En mars 2022, HBO Max annonce le renouvellement de la série pour une seconde saison, abandonnant le format de mini-série prévu à l'origine. Une troisième saison a été commandée le 22 août 2023.

### Attribution des rôles
Dès la phase de développement de la série, le retour de Kim Cattrall dans le rôle Samantha Jones n'a pas été envisagé, l'actrice ayant annoncé son souhait de ne pas reprendre le rôle lorsque le film Sex and the City 3 était encore en projet. En 2017, Cattrall avait déclaré lors d'une interview qu'elle ne voulait pas reprendre le rôle car elle était satisfaite de ce qui avait déjà été fait avec le personnage et considérait en avoir fini avec, ne voulant pas participer au projet de trop.
Lors de la commande de la série, le retour de Sarah Jessica Parker, Cynthia Nixon et Kristin Davis est confirmé. En mai 2021, Sara Ramírez rejoint la distribution principale de la série et on apprend le retour de Chris Noth dans le rôle de Mr Big. En juin 2021, Mario Cantone, Willie Garson, David Eigenberg et Evan Handler rejoignent la distribution pour reprendre leurs rôles originaux. Le mois suivant, Sarita Choudhury, Nicole Ari Parker et Karen Pittman sont annoncées à la distribution. Elles sont suivies par Cathy Ang et Alexa Swinton, qui interprètent les deux filles adolescentes de Charlotte, ainsi que par Niall Cunningham qui devient le nouvel interprète de Brady, le fils de Miranda, et par Cree Cicchino qui signe pour le rôle de Luisa Torres, sa petite amie. En fin de mois, Isaac Cole Powell est annoncé dans la distribution principale. Le lendemain, Brenda Vaccaro et Ivan Hernandez sont annoncés dans des rôles récurrents.
En août 2021, il est dévoilé que Julie Halston reprendrait son rôle de Bitsy Von Muffling, qu'elle avait joué dans deux épisodes de la série mère. Elle est suivie par Christopher Jackson et LeRoy McClain qui signent pour des rôles récurrents.
En janvier 2022, la production annonce que les scènes tournées par Chris Noth pour le dernier épisode de la première saison ont été coupées au montage, en réponse aux accusations d'agression sexuelles envers l'acteur.
En août 2022, il est annoncé que John Corbett reprendrait son rôle d'Aidan dans la seconde saison. En mai 2023, il est dévoilé que Kim Cattrall reprendrait le rôle de Samantha Jones le temps d'une apparition dans l'épisode final de la seconde saison. Pour l'occasion, l'actrice dévoile que la costumière de la série originale, Patricia Field, sera en charge d'habiller son personnage.
En février 2024, Sara Ramírez annonce son départ de la série après deux saisons. Le mois suivant, le départ de Karen Pittman est également annoncé en raison de son engagement sur d'autres projets. L'actrice avait déjà dû réduire son temps d'écran lors de la deuxième saison car elle tournait The Morning Show en simultané.

### Tournage
La production de la série a démarré en juin 2021 à New York puis le tournage débute officiellement le mois suivant. Des scènes ont également été tournées en France, plus précisément à Paris, en octobre 2021.

### Fiche technique
- Titre original : And Just Like That…
- Développement : Michael Patrick King, d'après la série créée par Darren Star et le livre de Candace Bushnell
- Décors : Miguel López-Castillo
- Costumes : 
  - Molly Rogers et Danny Santiago
  - Patricia Field (costume de Samantha Jones - saison 2, épisode 11)
- Musique : Aaron Zigman
- Production : Teddy Au
- Producteur délégués : Michael Patrick King, Sarah Jessica Parker, John Melfi, Kristin Davis, Cynthia Nixon, Julie Rottenberg, Elisa Zuritsky
- Sociétés de production : Michael Patrick King Productions, Pretty Matches Productions et Rialto Films
- Sociétés de distribution : Warner Bros. Television
- Pays d'origine :  États-Unis
- Langue originale : anglais
- Format : couleur - 2.20 : 1 - 4K - son Dolby numérique
- Genre : Comédie dramatique
- Durée : 42–44 minutes

 Sauf indication contraire, les informations mentionnées dans cette section peuvent être confirmées par la base de données cinématographiques IMDb,  présente dans la section « Liens externes ».

## Épisodes
| Saisons | Saisons | Nombre d'épisodes | Diffusion originale | Diffusion originale | Service                                    |
| Saisons | Saisons | Nombre d'épisodes | Début de saison     | Fin de saison       | Service                                    |
| ------- | ------- | ----------------- | ------------------- | ------------------- | ------------------------------------------ |
|         | 1       | 10                | 9 décembre 2021     | 3 février 2022      | HBO Max                                    |
|         | 2       | 11                | 22 juin 2023        | 24 août 2023        | Max                                        |
|         | 3       | 12                | 29 mai 2025         | 14 août 2025        | Max (épisodes 1-6) HBO Max (épisodes 7-10) |

### Première saison (2021-2022)
Composée de dix épisodes, elle a été diffusée entre le 9 décembre 2021 et le 3 février 2022.
1. New-Yorkaise un jour… (Hello It's Me)
2. La Petite robe noire (Little Black Dress)
3. L'Épreuve du testament (When in Rome)
4. Changements de décor (Some of My Best Friends)
5. Objectif talons ! (Tragically Hip)
6. Bien dans sa peau (Diwali)
7. Pour la bonne cause (Sex and the Widow)
8. Mange, brille, aime (Bewitched, Bothered and Bewildered)
9. La Bague au doigt (No Strings Attached)
10. Sur un petit nuage (Seeing the Light)

### Deuxième saison (2023)
Composée de onze épisodes, elle a été diffusée entre le 22 juin 2023 et le 24 août 2023.
1. Le Gala (Met Cute)
2. Changement de cap (The Real Deal)
3. Le Chapitre trois (Chapter Three)
4. Vivante (Alive!)
5. Du chocolat ou un sort (Trick or Treat)
6. La Bombe cyclonique (Bomb Cyclone)
7. Saint-Valentin (February 14th)
8. Il y a un million d'années (A Hundred Years Ago)
9. Quand une porte se ferme (There Goes the Neighborhood)
10. La cène : 1re partie (The Last Supper Part One: Appetizer)
11. La cène : 2e partie (The Last Supper Part Two: Entrée)

### Troisième saison (2025)
Composée de douze épisodes, elle a été diffusée entre le 29 mai 2025 et le 14 août 2025
1. Perspectives favorables  (Outlook Good)
2. Les rats quittent le navire (The Rat Race)
3. Carrie l'insouciante (Carrie Golightly)
4. Réunion de famille (Apples to Apples)
5. Sous le tapis (Under the Table)
6. En mode silencieux (Silent Mode)
7. Ils veulent s'amuser (They Wanna Have Fun)
8. L'art du bonheur (Happily Ever After)
9. Le temps présent (Present Tense)
10. Mieux que le sexe (Better than sex)
11. Oubliez le garçon (Forget About the Boy)
12. Fête d’un (Party of One)